# Dimanche magazine

Dimanche magazine est une émission radiophonique de grand reportage hebdomadaire animée par Joane Arcand et diffusée le dimanche à 10h Heure de l'Est sur la Première Chaîne de Radio-Canada.